# Abbaye de Leffe aux XIXe et XXe siècles
 (octobre 2015).
Si vous disposez d'ouvrages ou d'articles de référence ou si vous connaissez des sites web de qualité traitant du thème abordé ici, merci de compléter l'article en donnant les références utiles à sa vérifiabilité et en les liant à la section « Notes et références ».
L’abbaye de Leffe, dénommée plus exactement Abbaye Notre-Dame de Leffe est une abbaye de l’ordre des Prémontrés fondée en 1152, située à Leffe, un quartier de Dinant (Belgique), sur la rive droite de la Meuse. S'agissant de son histoire, l'abbaye de Leffe aux XIXe et XXe siècles est faite de haut et de bas. Après les troubles liés à la Révolution française, elle a connu plusieurs propriétaires successifs, puis à nouveau les Prémontrés. L'abbaye est, en 2015, toujours habitée par une communauté de chanoines prémontrés, appelés aussi norbertins.

## Sécularisation de l'abbaye
Après les événements de la Révolution française, l'abbé Frédéric Gérard décide, le 12 octobre 1812, de léguer tous ses biens à sa nièce avec mission de restaurer l’abbaye quand ce sera possible. Il meurt en 1813. Revendue en 1816 à une société française de Monthermé gérée par Auguste des Rousseaux, l'abbaye fut convertie en verrerie ; dans les ruines de l'église on établit les fours et les ateliers de fabrication ; dans une partie du couvent, on logea les familles d'ouvriers.
Cette industrie dura 15 ans, puis la société s'écroula en 1830. Des créanciers reprirent ce bien et le conservèrent jusqu'en 1839. Mis de nouveau en vente à cette époque, il ne trouva point d'amateur. Une partie de l’abbaye fut alors convertie en papeterie, puis en fabrique de lin ; l'autre partie, à savoir la ferme comprenant la brasserie, les étables, les écuries, les celliers, trois corps de logis, anciens quartiers du père Abbé et des moines, fut vendue à en 1842 à M. Jean-Joseph Wauthier de Leffe. Le décès de sa veuve, le 13 février 1883 décida de la remise en vente de la propriété. En 1844, le dernier religieux survivant de l'abbaye meurt.

## Rachat de l'abbaye par les Prémontrés
D’héritage en héritage, l’abbaye est finalement achetée par Henri Collard, qui la revend quelques jours plus tard (le 29 novembre 1902), par acte passé devant le notaire Alfred Laurent de Dinant, à des chanoines prémontrés français de Frigolet, près d’Avignon. Ceux-ci s’attendent en effet à être chassés de France par la loi Combes qui interdit aux communautés « sans utilité sociale » de posséder des biens fonciers. Ils se réfugient à Leffe vers la mi-avril 1903. Cependant, les bâtiments ne sont nullement prêts à les accueillir. De grand travaux sont réalisés, avec l’aide notamment de l’évêque de Namur, Mgr Thomas-Louis Heylen, lui-même prémontré et ancien abbé de Tongerlo.
Les chanoines remettent les bâtiments en état et aménagent une nouvelle église abbatiale dans la grange construite par l'abbé Perpète Renson en 1710.

## La Première Guerre mondiale
Le 15 août 1914, la bataille s'engagea à Dinant. Après avoir été repoussés par l'armée française, les Allemands envahirent la ville le 21 août. Entre le 22 et le 24 août, 674 civils furent exécutés, et 950 maisons livrées aux flammes en représailles à l’assassinat de soldats allemands par des francs-tireurs. 
Deux religieux qui voulaient s'enfuir par la Leffe sous l'abbaye sont abattus par les Allemands. Parmi les Leftis amenés par les Allemands au matin, 43 hommes dont le portier de l'abbaye sont sommés de sortir et sont fusillés sur la place de l'abbaye avec 31 autres. Leffe, avec son total de 227 victimes civiles, tient le record de l'ensemble des victimes de l'agglomération de Dinant.
Le 24 août, une perquisition est menée et la découverte à l’abbaye d’un vieux pistolet rouillé et d’une antique hallebarde, utilisée par le suisse de l’église, fournissent prétexte à accuser les Pères de rébellion. Les religieux chassés de l'abbaye sont emprisonnés dans l'école régimentaire. Le 28 août, dix-sept religieux dont l'abbé allèrent grossir les colonnes de prisonniers en partance pour l'Allemagne. Les prisonniers firent halte à Marche-en-Famenne, dans le Luxembourg. Là, ils retrouvèrent les Carmes de Tarascon, en exil dans cette ville. L'Autorité allemande les y constitua prisonniers sur parole. Le 24 septembre suivant, le général von Lonchamp leur rendit la liberté et les disculpa. La communauté se réfugia chez les Bénédictins de Ligugé en exil à Chevetogne et y demeura jusqu'en décembre.
Le Père Adrien Borelly, alors prieur, se rendit à Leffe pour constater l'état des lieux. L'abbaye avait été temporairement transformée en prison pour 1 800 femmes. Quelques jours après, la communauté regagna Leffe. De soixante religieux partis de Frigolet en 1903, il ne restait que trente survivants en 1919.

## L'entre-deux-guerres
Le Père Adrien Borelly nouvellement élu abbé réinstalla sa communauté en Provence en 1920. Le Père Léon Perrier, futur abbé de Frigolet, demeura à Leffe comme gardien jusqu'à son élection abbatiale en 1928. À cette date, il fut remplacé par le Père Abbé Adrien Borelly, démissionnaire.
Le 28 avril 1929, un incendie détruit une partie de l'abbaye de Tongerlo. Le 2 mai, l’Abbé Perrier propose par télégramme d’accueillir une partie de la communauté sans abri. 35 novices accompagnés de quelques prêtres débarquent ainsi à Leffe. Leur direction spirituelle sera assurée par le Père Borelli. L’évêque de Namur, Mgr Heylen, est l'ancien prélat de cette abbaye.
En décembre 1930, Leffe fut officiellement cédée à l'abbaye de Tongerlo. Les novices retournèrent à Tongerlo au milieu de l’année suivante, mais Leffe ne retombera pas dans l’abandon. Des religieux flamands restent sur place, des démarches sont entamées et le 3 novembre 1931 par la lettre apostolique Refert ad nos, le pape Pie XI rend son statut de maison autonome à l’abbaye de Leffe, qui devient fille de l’abbaye de Tongerlo et est intégrée à la circarie de Brabant. Le Père Joseph Bauwens en devient le 53e abbé. Juridiquement autonome, l’abbaye demeure très vulnérable sur le plan financier. Mgr Heylen, qui avait pensé pouvoir aider la communauté naissante, dut y renoncer. Quelque temps auparavant, sa confiance avait été trompée dans l'affaire du Boerenbond namurois, l’obligeant à s’acquitter de lourdes dettes sur son compte personnel. La communauté dut vivre d’expédients : Les jeunes frères fabriquaient de l’encens et de l’encre que les confères prêtres allaient vendre à travers toute la Belgique, se déplaçant souvent à pied. Ces maigres revenus suffisaient juste à assurer la survie matérielle de la communauté. Cette situation dura jusqu’à la Seconde Guerre mondiale et au-delà.

## La Seconde Guerre mondiale
Mgr Bauwens fit réaménager le réfectoire, fit construire la tour néo-baroque qui se trouve dans le prolongement du porche d'entrée et le campanile, établi sur une ancienne tour carrée d’où, tous les quarts d'heure, un jaquemart, à l’origine prévu pour la collégiale, laisse tomber les notes d’une antienne à la Vierge marie. Un dépôt permanent d’œuvres d’art appartenant aux musées royaux du cinquantenaire contribua encore à l’embellissement de l’abbaye. Lors de la Seconde Guerre mondiale, la majorité des Pères partirent au front en tant qu’aumôniers et deux religieux furent blessés par une bombe aérienne. Lors de la débâcle de 1940, les jeunes Frères évacuèrent l'abbaye  et allèrentavec leurs formateurs jusqu’à Toulouse. Il trouvèrent ensuite refuge durant quelques mois à Espaly, dans le diocèse d’Annecy où vivait une communauté prémontrée dépendant de Frigolet. Ils rentrèrent le 28 août et retrouvèrent une abbaye presque intacte. Les dégâts relativement mineurs causés par une bombe et quatre obus furent l’occasion d’une restauration plus en profondeur des bâtiments. Une autre alerte emmènera les novices à Tongerlo lors de l’offensive dite « von Runstedt », fin 1944. Durant toute cette période, le Père De Bruyn, prémontré de Tongerlo résidant à Leffe, travailla de concert avec le Père Capar, Jésuite, à faire fonctionner une « institution d’hébergement pour la jeunesse citadine », installée dans une maison de maître voisine, propriété de l’abbaye, devenue plus tard la maison d’accueil Saint Norbert. Cette institution n’était en fait qu’une façade permettant de recueillir et de dissimuler aux Allemands une quarantaine d’enfants juifs.
Sa santé se fragilisant de plus en plus, Mgr Bauwens démissionna au cours de la guerre et rentra à Tongerlo en 1944. Le Père Hugues Lamy, abbé émérite de Tongerlo, lui succéda d’abord comme administrateur puis comme abbé. Francophone né à Fosses-la-Ville, il était également historien. Il avait publié de nombreux travaux sur l’abbaye de Tongerlo et les Prémontrés.

## Histoire récente

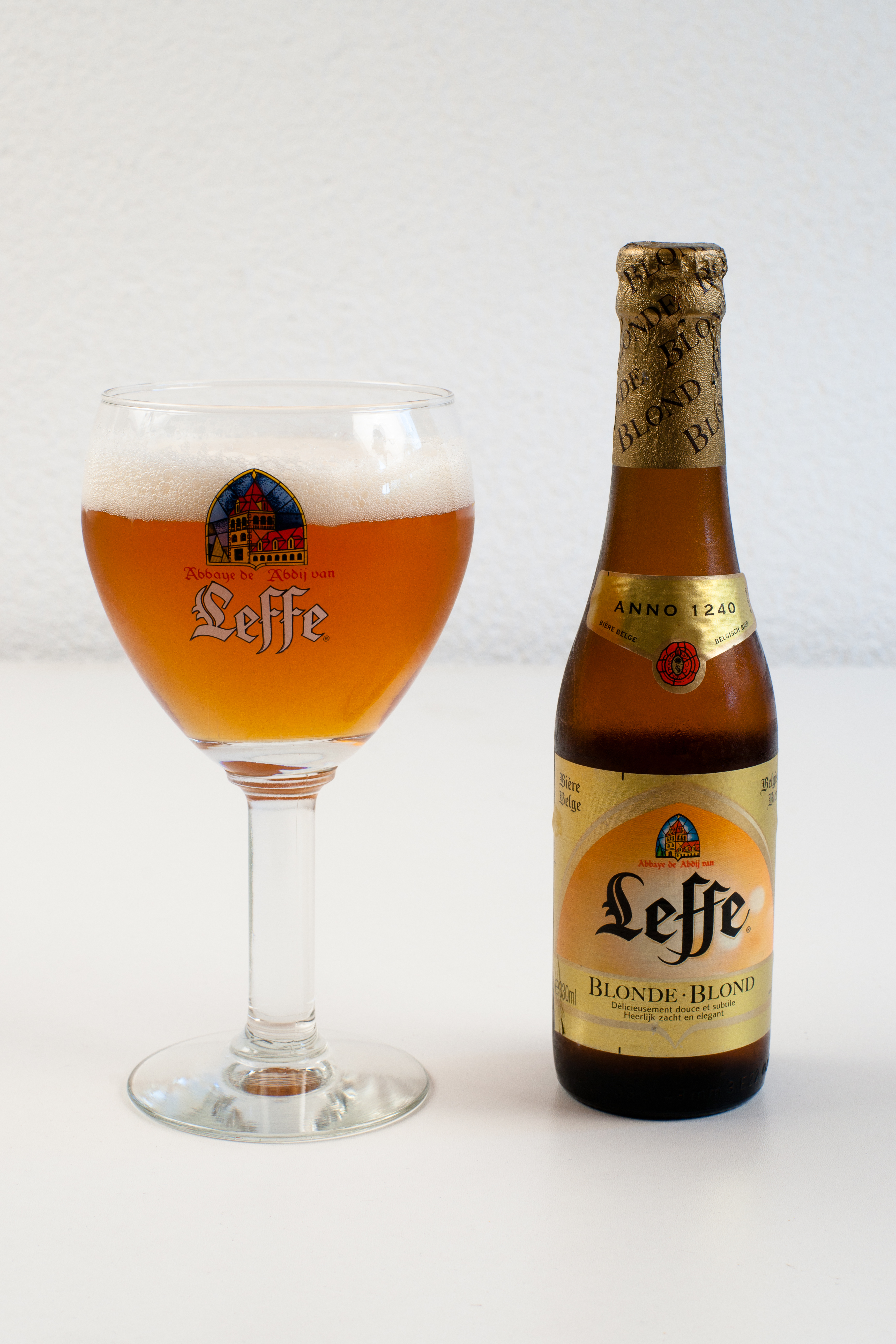
Bière de Leffe.

Après le décès du Père Lamy en 1949, le Père Cyrille Nys est élu Abbé le 16 janvier 1950. Ancien Procureur Général de l’Ordre, il enrichit considérablement la bibliothèque et la sacristie et améliorera grandement le confort des bâtiments. Il est surtout connu pour son rôle dans la renaissance de la bière de Leffe. En 1954, il rencontre Albert Lootvoet, brasseur à Overyse, et lui fait part des difficultés financières de son abbaye. De concert avec le Père-Abbé, Albert Lootvoet décide de renouer avec la tradition brassicole de l'abbaye, en respectant les procédés d'autrefois. Progressivement, l’apport financier provenant de la vente de bière va aider la communauté – qui compte alors 47 membres – à se consolider sur le plan matériel.
L’abbé Marc Mouton succède au Père Nys en 1963. Grâce à l’argent de la brasserie, d’importants travaux sont réalisés à cette époque : aménagement de la sacristie, élargissement des fenêtres de la façade sud et aménagement d’un chemin d’accès à l’arrière des bâtiments. La période du  Concile Vatican II amène des bouleversements importants dans la vie de l’abbaye : modifications de l’horaire (il n’y a plus d’office à 4h30 du matin), utilisation du français dans la liturgie...
En 1981, le Père François Martens est élu abbé après une vacance du siège de deux ans. Moins gênée par des soucis matériels, la communauté peut se consacrer davantage à son rôle pastoral et devient, jalons après jalons, un centre de rencontre religieuse et culturelle[réf. nécessaire].
Le Père Bruno Dumoulin, prieur de l’abbaye depuis 1968, est élu à la charge de prélat et succède au Père Martens le 29 mai 1989. Sous son abbatiat, une rapide succession de décès et d’ordinations de jeunes prêtres entraîne un redéploiement des forces vives. La communauté trouve un enracinement de proximité à travers l’administration de paroisses proches de l’abbaye, telles Bouvignes et Leffe. Elle tente également l’expérience d’un prieuré paroisse – petite communauté d’au moins 3 chanoines administrant un secteur pastoral tout en gardant la vie et la prière en commun – dans les paroisses de Couthuin et Burdinne, au diocèse de Liège. La construction en 1996 d’un nouvel orgue, sous l’impulsion du prieur Patrick Johnson, ouvre une importante page culturelle et liturgique dans l’histoire de l’abbaye. L’approfondissement de l’identité prémontrée – auquel contribue une thèse de doctorat sur Adam Scot du Père Norbert Reuviaux – reste à l’ordre du jour, notamment à travers l’étude approfondie des constitutions renouvelées de l’Ordre.